# Кріс Корнелл
Кріс Корнелл (англ. Chris Cornell; 20 липня 1964, Сієтл, Вашингтон, США — 17 травня 2017, Детройт, Мічиган, США) — американський гітарист, композитор і співак. Колишній фронтмен групи Soundgarden, також був вокалістом групи Audioslave. У період з 1990 по 1992 був фронтменом групи Temple of the Dog. Почав свою музичну кар'єру як барабанщик, але пізніше змінив профіль на гітариста і вокаліста. Випустив три сольні альбоми, перший альбом Euphoria Morning (вересень 1999). В червні 2007 вийшов альбом Carry On. Остання сольна робота — альбом Higher Truth (2015). 2012 року відновив свою музичну діяльність як вокаліст гурту Soundgarden.

## Біографія
Кріс Корнелл народився в Сієтлі, штат Вашингтон, і провів там своє дитинство. Його батьки Ед Бойл і Карен Корнелл. Сім'я носила прізвище Бойл, але після розлучення батьків, Кріс і його брати і сестри взяли прізвище матері. У віці 9 років, Кріс захоплюється The Beatles, знайшовши кинуту колекцію платівок у підвалі свого будинку. Кріс страждає від сильної депресії в юнацькі роки, практично не виходячи з дому. В якийсь момент свого життя, він провів цілий рік не покидаючи свого будинку, протягом якого він щільно займався грою на гітарі і барабанах.
Перш ніж стати успішним музикантом, Кріс змінив не одну професію.

## Музична кар'єра

### Soundgarden (1984—1997)
Поряд з Nirvana, Alice in Chains і Pearl Jam, Soundgarden була однією з найвідоміших груп з Сієтла початку 1990-х років. Група була створена в 1984 Крісом Корнеллом, Хіро Ямамото і Кім Таїлом, причому Корнелл був відразу і барабанщиком і вокалістом. Пізніше до групи запросили барабанщика Скотта Сундквіста, щоб Кріс міг зосередитися на вокалі. Через півтора року, Скотта змінив Метт Камерон, колишній ударник Skin Yard.
Музиканти записують Screaming Life EP у 1987, і Fopp EP в 1988. Комбінацією цих двох робіт став Screaming Life / Fopp вийшов в 1990. У 1988 на SST Records, виходить їх дебютний альбом Ultramega OK (1988), за який вони отримують Grammy у номінації Best Metal Performance в 1990.
Корнелл став відомий, завдяки неймовірній силі і діапазону голосу, а його похмурі тексти часто мали справу з темами смерті і екзистенції. У 1989, група випустила свій другий альбом, Louder Than Love, який вийшов на великому лейблі A & M Records. Це був останній альбом Soundgarden в першому складі з басистом Хіро Ямамото. Відразу після цього до складу на постійній основі увійшов Бен Шеферд. Soundgarden, нарешті, домоглися успіху в 1991 у, випустивши двічі платиновий альбом Badmotorfinger. Вони використовували ці досягнення як трамплін, і в 1994 випустили альбом Superunknown, що мав дуже серйозний комерційний успіх. Було продано понад 7 млн екземплярів в усьому світі, і альбом заслужив дві Греммі.
Наприкінці 1994 року, після поїздки на підтримку альбому Superunknown, лікарі виявили у Корнелла серйозні проблеми з голосовими зв'язками. Soundgarden скасували низку концертів, щоб не заподіяти незворотні наслідки голосу Кріса. За цей час, музикант встиг співпрацювати з Елісом Купером, і для альбому Купера The Last Temptation, він написав пісню «Stolen Prayer».
Останній альбом Soundgarden Down on the Upside вийшов в 1996, але він вже не мав такого успіху, як попередній. Через напружені відносини в групі, 9 квітня 1997 а, було оголошено про розпуск групи.
У січні 2010 Корнелл в твіттері написав про возз'єднання Soundgarden, наприкінці 2012 вийшов новий альбом King Animal.

### Сольна кар'єра (1998—2000)
Після розпаду Soundgarden Кріс розпочав написання свого першого сольного альбому, названого Euphoria Morning, який вийшов 21 вересня 1999, у співпраці з Alain Johannes і Natasha Shneider з групи Eleven (і Queens of the Stone Age). Альбом виявився комерційно неуспішним, хоча сингл «Can't Change Me» був номінований на «Best Male Rock Vocal Performance» у 2000 ріку на Grammy Awards. Кріс написав так само пісню «Sunshower» (бонус трек на Japanese release of Euphoria Morning) як саундтрек до Great Expectations, і перероблений варіант треку «Mission» для фільму Mission: Impossible II. Саундтрек називається «Mission 2000».
Також він заспівав пісні Hunger Strike, Crawling разом з вокалістом групи Linkin Park.

### Audioslave (2001—2007)
Audioslave була сформована після того, як вокаліст Зак де Ла Рока покинув групу Rage Against the Machine і колектив залишився без голосу. Продюсер і друг Рік Рубін порадив музикантам спробувати зіграти джем з Крісом Корнеллом. Зігравши разом, музиканти вирішили продовжити співпрацю. Кріс відклав написання другого сольного альбому, і приєднався до Тому Морелло, Бреду Вилку і Тіму Коммерфорду.
Музиканти розпочали підготовку дебютного альбому, але його запис мало не зірвалася. Попри те, що музиканти відчували колективний творчий підйом, у Кріса були серйозні проблеми з алкогольною залежністю. Перші концерти, були попросту скасовані, і Кріс зайнявся вирішенням своєї проблеми. Це йому вдалося, і відтоді він більше не п'є.
Дебютний альбом Audioslave, що вийшов у листопаді 2002, містив такі хіти як «Like a Stone» і «Cochise», і досяг платинового статусу в Сполучених Штатах. Група вирушила в турне, на підтримку альбому в 2003, і тільки в 2004 розпочала запис другого альбому.
Другий альбом Out of Exile, вийшов у травні 2005, і дебютував на 1-му місці Американських чартів. Критики відзначили поліпшення вокальних даних Корнелла, у зв'язку з тим, що він кинув палити і вживати спиртне. Альбом майже досяг Платинового статусу. До нього увійшли пісні «Be Yourself», «Doesn't Remind Me», «Out of Exile» і «Your Time Has Come». Група об'їхала в 2005 році, США і Канаду, і 31 травня 2005 ріку, Audioslave стали першою Американської рок-групою, що дала безкоштовний концерт на острові свободи Куба, зігравши перед аудиторією в 70,000 осіб.
На початку 2006 команда розпочала запис третього альбому, більшу частину матеріалу для якого, вони написали під час попереднього туру. Група випустила свій третій альбом Revelations у вересні 2006 року. Дві пісні з третього альбому «Shape of Things to Come» and «Wide Awake» посіли чільне місце у фільмі Майкла Манна Miami Vice ще до виходу цього альбому. Попри позитивні відгуки критиків і засобів масової інформації, Audioslave не поїхали до турне для підтримки альбому. Корнелл розпочав створення заголовної композиції до нового фільму про Джеймса Бонда («You know my name»), а Морелло зайнявся своєю сольною роботою The Nightwatchman.
15 лютого 2007, Корнелл офіційно заявив про відхід з Audioslave.
Цитата: «Через нерозв'язних особистих конфліктів і музичних протиріч я остаточно йду з групи Audioslave. Я бажаю всього найкращого іншим членам групи».

### Поновлення сольної кар'єри (2007—2017)
5 червня 2007 вийшов другий сольний альбом Кріса під назвою «Carry On», продюсером виступив Steve Lillywhite. Серед інших музикантів, які допомагали в записі цього альбому, був його друг і легендарний музикант Гері Лукас, який записав партії акустичної гітари на деяких треках. Корнелл сказав, що він написав багато пісень, що не підходили за звучанням до стилю Audioslave, і тепер їх можна почути на сольному альбомі. Під час запису цього альбому, Корнелл потрапив в серйозну аварію на мотоциклі, коли врізавшись у вантажівку, пролетів 20 метрів по повітрю. Однак, йому пощастило, він відбувся тільки порізами та синцями, і в той же день вже повернувся в студію, продовживши запис.
У виданому в 2009 альбомі «Scream» Корнелл розширив рамки своєї творчості за рахунок співпраці з відомим продюсером Тімбалендом, багато композиції альбому стали сумішшю рок-музики і R & B, що викликало звинувачення шанувальників гранжу у «зраді». У головній ролі в кліпі до композиції «Part of Me» знявся знаменитий український чемпіон світу з боксу Володимир Кличко.

## Інші проєкти
Кріс Корнелл був продюсером і бек-вокалістом групи Screaming Trees в альбомі Uncle Anesthesia, а також виконав епізодичну роль у фільмі 1992 року «Одинаки».
У 2010 році взяв участь у записі альбому Сола «Slash» Хадсона під назвою «Slash». Там він виконав пісню «Promise».

## Смерть
17 травня 2017 року Корнелл вчинив самогубство через кілька годин після чергового концерту в Детройті.
Поховання відбулося 26 травня у Лос-Анджелесі на меморіальному кладовищі Голівуду.

## Дискографія

### У складі Soundgarden
- 1988 — Ultramega OK
- 1989 — Louder Than Love
- 1990 — Screaming Life / Fopp
- 1991 — Badmotorfinger
- 1994 — Superunknown
- 1996 — Down on the Upside
- 1997 — A-Sides
- 2010 — Telephantasm
- 2012 — King Animal

### У складі Audioslave
- 2002 — Audioslave
- 2005 — Out of Exile
- 2006 — Revelations

### У складі Temple of the Dog
- 1991 — Temple of the Dog

### Сольні альбоми
- 1999 — Euphoria Morning
- 2007 — Carry On
- 2009 — Scream
- 2011 — Songbook
- 2015 — Higher Truth